# Basidiobolus magnus
Basidiobolus magnus är en svampart som beskrevs av Drechsler 1964. Basidiobolus magnus ingår i släktet Basidiobolus och familjen Basidiobolaceae.   Inga underarter finns listade i Catalogue of Life.